# Еремей, Григорий Исидорович
Григо́рий Иси́дорович Ереме́й (рум. Grigore Eremei; 22 апреля 1935, село Тырново, Бессарабия — похоронен 3 января 2025) — советский и молдавский политик, народный депутат СССР (1989—1992), первый секретарь ЦК КП Молдавской ССР (1991), член ЦК КПСС (1990—1991), член Политбюро ЦК КПСС (25 апреля — 24 августа 1991 года). Кандидат философских наук. Депутат Совета Национальностей Верховного Совета СССР 8-11 созывов от Молдавской ССР.

## Биография
Родился 22 апреля 1935 года в бессарабском селе Тырново (ныне — Единецкий район Республики Молдова).
Окончил Кишинёвский сельскохозяйственный институт им. М. В. Фрунзе, заочную Высшую партийную школу при ЦК КПСС.
Трудовую деятельность начал в 1952 г. заведующим библиотекой сельской средней школы.
В 1954—1956 гг. служил в Советской армии. После возвращения из армии вступил в КПСС.
С 1956 г. на комсомольской работе: инструктор, второй, первый секретарь райкома комсомола, заместитель заведующего отделом, второй секретарь ЦК ЛКСМ Молдавской ССР.
С 1960 г. инструктор, старший инструктор отдела Совета Министров Молдавской ССР.
В 1966—1970 гг. первый секретарь Котовского райкома партии.
В 1970—1980 гг. заместитель, первый заместитель Председателя Совета Министров Молдавской ССР.
В 1980—1990 гг. председатель Молдавского республиканского совета профсоюзов, с 1990 г. председатель Федерации независимых профсоюзов ССР Молдова.
На XVII съезде Компартии республики в феврале 1990 г. подвергся резкой критике и не был избран в состав ЦК, членом которого был более 20 лет. Против его избрания проголосовали более 800 делегатов съезда.
С февраля 1991 г. первый секретарь ЦК Компартии Молдовы. Сменил на этом посту П. К. Лучинского, избранного секретарем ЦК КПСС. На апрельском (1991 г.) объединённом Пленуме ЦК и ЦКК КПСС избран членом Политбюро ЦК КПСС.
Народный депутат СССР от Бричанского национально-территориального избирательного округа № 264 ССР Молдова в 1989—1991 гг. Член Комиссии Совета Национальностей по вопросам социального и экономического развития союзных и автономных республик, автономных областей и округов.
С конца 1991 г. советник генерального директора производственного объединения «Мезон».
В 1993—1994 годах — посол Молдавии в Белоруссии.
В 1994—1998 годах — посол Молдавии в Румынии.
В 1998—2001 годах — депутат Парламента Молдавии, избран от движения «За демократическую процветающую Молдову».
Умер. Похоронен 3 января 2025 года на Центральном кладбище Кишинёва.

## Награды
- Орден Почёта (22 апреля 2005 года, Молдавия) — за долголетний плодотворный труд в органах публичного управления и активную организаторскую и общественную деятельность[5].
- Орден Дружбы народов (14 ноября 1980 года) — за большую работу по подготовке и проведению Игр XXII Олимпиады[6]